# プチョヘンザッ!!!
「プチョヘンザッ!!!」は、日本の歌手・倖田來未の6作目の配信限定シングル。2019年9月13日に配信された。

## 解説
前作、『GOLDFINGER 2019』から約1ヶ月ぶりのリリースである。
ライブへ来てくれるファンへ向けて書き下ろした楽曲。倖田は「みんなで歌って踊れる曲を作りたかった」として、「“倖田來未”は変わらなければいけないと思いつつ、変わってはいけないところもあって、“倖田來未”として変わってはいけないところのひとつかな」と語っている。

## 楽曲
1. プチョヘンザッ!!!  [4:24]
作詞：KODA KUMI・2SB
作曲：2SB

## 収録アルバム
- 『re(CORD)』
- 『BEST 〜2000-2020〜』

## 収録ライブ映像
- 『KODA KUMI LIVE TOUR 2019 re(LIVE) -Black Cherry- & -JAPONESQUE-』(ファンクラブ限定盤)
  - 『KODA KUMI LIVE TOUR 2019 re(LIVE) 〜Black Cherry〜』
  - 『KODA KUMI LIVE TOUR 2019 re(LIVE) 〜JAPONESQUE〜』